# العروس 13
العروس 13 (بالإنجليزية: Bride 13)‏ هو مسلسل إثارة سينمائي أمريكي من إنتاج عام 1920 من إخراج ريتشارد ستانتون، وأول مسلسل سينمائي من إنتاج فوكس. يعتبر فيلم ضائع. تمت ترقية العروس 13 كفيلم رومانسي.

## روابط خارجية
- العروس 13  في قاعدة بيانات الأفلام على الإنترنت (بالإنجليزية)